# Polônia nos Jogos Olímpicos de Inverno de 2002
A  Polônia competiu nos Jogos Olímpicos de Inverno de 2002, em Salt Lake City, nos Estados Unidos.